# Holovanivsk (huyện)
Huyện Holovanivsk (tiếng Ukraina: Голованівський район, chuyển tự: Holovanivsks'kyi raion) là một huyện của tỉnh Kirovohrad thuộc Ukraina. Huyện Holovanivsk có diện tích 4244 km², dân số theo 2022 là 122952 người. Dân số theo điều tra dân số ngày 5 tháng 12 năm 2001 là 36852 người với mật độ 37 người/km2. Trung tâm huyện nằm ở Holovanivsk.